# Мищенко, Максим Николаевич
Макси́м Никола́евич Ми́щенко (р. 9 июля 1977, Таганрог, РСФСР, СССР) — российский общественный и государственный деятель, депутат Государственной Думы пятого созыва (фракция «Единая Россия»), руководил молодёжным движением «Россия молодая», входил в состав Общественной палаты России.

## Биография
В 2000 году окончил факультет «Энергомашиностроение» Московского государственного технического университета им. Н. Э. Баумана. В 2005 году защитил кандидатскую (тема диссертации — «Исследование и разработка бионических методов размещения коммутационных схем ЭВА»). Лауреат московского конкурса «Менеджер года — 2001» в номинации «Фонды и общественные организации».
В 1998 году в Москве основал общественную организацию «Студенческая община», помогавшую студентам находить работу грузчиками, кассирами и промоутерами в обмен на часть зарплаты.
В 2005 году возглавил молодёжное движение «Россия молодая», придерживавшееся идеологии гражданского национализма в борьбе против «западной экспансии, терроризма и коррупции». Параллельно являлся комиссаром молодёжного движения Наши. Был постоянным участником форума Селигер.
В 2006 году стал главой молодёжного совета при префектуре Центрального административного округа Москвы и советником префекта Сергея Байдакова по вопросам молодёжной политики.
В декабре 2007 года избран депутатом Государственной Думы V созыва по списку партии «Единая Россия» в Челябинской области. Член комитета по делам молодёжи. За время работы в созыве выступил пятнадцать раз, стал автором закона о не вычитании пенсионного взноса из зарплаты работников студенческих отрядов.
В 2009 году совместно с ультраправыми организациям «Русский вердикт» и «Русский образ» создал проект «Ермолов», нацеленный на мониторинг деятельности диаспор и этнических группировок России, предполагался сбор сведений о молодежных группировках, «поддерживающих диаспоры и нелегальных иммигрантов». Однако проект так и не заработал.
23 мая 2010 года Мищенко участвовал в качестве наблюдателя на парламентских выборах непризнанной Нагорно-Карабахской Республики, за что был включён Министерством иностранных дел Азербайджанской Республики в список персон нон грата за нарушение «Закона о государственной границе» Азербайджанской Республики, считающем контролируемые НКР территории «оккупированными территориями Азербайджана».
С сентября 2010 по 2015 год возглавлял всероссийскую общественную организацию «Россия молодая». Однако одноимённое молодёжное движение осталось, вместо Мищенко его главой стал Антон Демидов. Новая организация намерена «усилить работу на региональном уровне, привлечь не только молодёжь, но и старшее поколение». По этому поводу Мищенко отметил: «Мы вышли на хороший уровень, потому что наши идеи востребованы молодёжью, работа организации — полезна и эффективна».
6 сентября 2011 года Мищенко написал заявление о сложении с себя полномочия депутата ГД ФС РФ по причине того, что он не был включен в состав списка кандидатов от партии «Единая Россия» на выборах в Государственную Думу шестого созыва. 9 сентября Госдума досрочно прекратила полномочия Мищенко.
Был делегирован в состав Общественной палаты по приглашению Президента РФ. В декабре 2012 года Мищенко покинул Общественную палату Российской Федерации. Уход был спровоцирован скандалом, возникшим после заявления Мищенко о том, что было бы целесообразно перераспределить расходы на медицину, уменьшив расходы на высокотехнологическую медицинскую помощь в пользу финансирование инфраструктуры обычной медицины и профилактики. Сообщая об уходе из Общественной Палаты, Мищенко указал в своем блоге, что продолжает придерживаться высказанных взглядов.
В 2013 году Максим Мищенко возглавил политическую смену образовательного форума «Селигер».
13 августа 2014 года Максим Мищенко был назначен на должность замруководителя представительства правительства Тульской области при Правительстве РФ и заместителя министра министерства внутренней политики и развития местного самоуправления Тульской области. На должности замминистра его зарплата составляла 109 тыс. руб. Пригласил его губернатор Владимир Груздев, с которым он вместе работал в парламенте.

## Уголовное дело
Летом 2015 года председатель Союза защиты инвалидов и участников ликвидации последствий аварии на Чернобыльской АЭС города Новомосковска Геннадий Ефимов пришёл в полицию с чистосердечным признанием: сговорившись с Мищенко, он подал заявку и получил грант на 650 тыс. руб. на проведение так и не состоявшейся конференции. При этом полученные средства перешли на счета рекомендованных чиновником компаний-подрядчиков.
В сентябре 2015 года Мищенко был уволен с этого поста по собственному желанию. В этот же месяц подрядчики вернули средства Ефимову, который в рамках возмещения ущерба отдал их областному правительству.
С 5 октября 2016 года поступил на военную службу по контракту в 38 Отдельном Гвардейском Полку Связи ВДВ, расположенном в Медвежьих озёрах.
В конце 2015 года в отношении Максима Мищенко и председателя Союза защиты инвалидов и участников ликвидации последствий аварии на Чернобыльской АЭС города Новомосковска Геннадия Ефимова было возбуждено уголовное дело. Следственный комитет обвинил их в мошенничестве, а именно — в выводе бюджетных средств, направленных некоммерческой организации в качестве грантов, на счета подставных фирм.
В начале 2017 года дело Мищенко передали в суд. И 17 марта 2017 года суд Новомосковского районного суда Тульской области признал Мищенко виновным в мошенничестве и приговорил к 2,5 годам лишения свободы и уплате штрафа в 80 тыс. руб, Ефимова приговорили к полутора годам лишения свободы условно и штрафу в 40 тыс. руб. Заявления о прохождении воинской службы суд расценил как намеренную попытку уйти от ответственности. Приговор — два с половиной года лишения свободы.

## Семья
Жена — Юлия Мищенко, является учредителем ряда фирм, созданных в партнёрстве с провластными активистами (получавшие госконтракты фирмы были ликвидированы в 2015 году). Воспитывает двух дочерей.

## Политические взгляды
Придерживался националистических взглядов, поддерживал деятельность ультраправой организации «Русский образ», с которой «Россия молодая» проводила общие митинги. Мищенко негативно относится к «либеральной оппозиции», полагая, что она получает поддержку из-за рубежа и призывает к «оранжевой революции».
В 2010 году вступил в партию «Единая Россия».

## Позиция

### Об антитабачном законе
Во время работы в Общественной палате активно выступает с поддержкой предлагаемого Правительством Российской Федерации законопроекта 163560-6 «Об охране здоровья населения от воздействия окружающего табачного дыма и последствий потребления табака». Является организатором слушаний по антитабачному законодательству.
При обсуждении уровня потребления табака в России указывал, что:
1. Рынок табачных изделий в России на 90 % контролируется иностранными табачными компаниями. «Самые крутые продавцы — японцы, „Japan Tobacco“, 50 %, кстати, „Japan Tobacco“, которые контролируют 37,5 % российского рынка, 50 % плюс одна золотая акция принадлежит правительству Японии. Это государственная японская компания, которая здесь работает.»
2. Табачные компании ежегодно вывозят из России за рубеж 450 миллиардов рублей в виде чистой прибыли.
3. Ежегодно в России от табака умирает около 400 тыс. чел.: «400 тысяч трупов каждый год нам дарят вот эти люди». «Мы сохраним 200 тысяч жизней, если закон будет принят.»[20]

#### О табачном лобби
Считает, что табачные корпорации стремятся поделить общество на курящих и некурящих, чтобы сталкивать «два эти лагеря». «Это во всех учебниках табачных лоббистов написано. Возвышаясь над ними, можно завоёвывать всё новых и новых людей, которые будут курить».
«Акцизы вызовут недовольство — верно. Табачное лобби будет пытаться оттянуть рассмотрение закона до выборов. То, что закон можно направить против власти — никто не спорит. Если мы протянем немножко, потом они выкрутят руки власти».
«У меня много недругов среди табачного лобби». В 2012 году Максим Мищенко проводил публичные акции против табачных лоббистов в самом центре Москвы.

### О медицине
Предлагал в первую очередь выделять средства на медицину, которая «касается всех» —на профилактику, поликлиники, амбулатории, акушерство, родовспоможение.
«Мы ни в коем случае не должны бросать тяжелобольных, мы обязательно должны их лечить.»
«Есть десять человек, которым можно помочь, они лежат и ждут скорую помощь. А есть один человек, больной раком. И мы расходуем деньги на продление его жизни, при этом обделяя людей, которых можно быстро вернуть в строй. В этом парадокс ситуации: гуманизм является мнимым. Конечно, мы не можем пройти мимо умирающего человека с раковой болезнью, но мы его всё равно потеряем, он умрёт, а мы не поможем десяти здоровым.». В своём блоге он впоследствии написал, что его слова были вырваны из контекста.
«Моя позиция состоит в том, чтобы сделать систему финансирования здравоохранения прозрачным, сделать чёткое ранжирование средств. Я не против того, чтобы деньги получали онкобольные. Этот бред мне приплюсовали.»

## Награды
- Медаль ордена «За заслуги перед Отечеством» II степени (23 апреля 2008 года) — за информационное обеспечение и активную общественную деятельность по развитию гражданского общества в Российской Федерации[26]